# Viroin
Pour les articles homonymes, voir Viroin (homonymie).
Le Viroin est une rivière de Belgique et de France, qui naît en Wallonie, près de Dourbes de la fusion de l'Eau Noire venant de Couvin et Nismes et de l'Eau Blanche qui vient de Chimay et Mariembourg. Il va ensuite se jeter dans la Meuse à Vireux-Molhain, en France.
Le Viroin, tout comme l'Eau Blanche, parcourt la Calestienne.

## Géographie
En France, le Viroin a une longueur cumulée de 12,2 km avec trois portions, deux de l'Eau Noire et une du Viroin même.

## Hydronymie
Les attestations primitives semblent avoir été Virua, Virvia au XIIe siècle, virva au XIIIe siècle .
Dès 1896, Godefroid Kurth, professeur à l’Université de Liège, et qui plus est inventeur du terme « toponymie », affirmait que « Vireux ainsi que Vierves reproduisent le nom du Viroin ou Virvin ».
Vireux, « celui qui vire ».

### Communes et cantons traversés
Le Viroin même traverse la commune belge de Viroinval (villages de Dourbes, Olloy, Vierves, Treignes) et la commune française de Vireux-Molhain dans le canton de Givet du département des Ardennes.
L'Eau Noire en France traverse les communes de Taillette et Regniowez dans le canton de Rocroi et Neuville-lez-Beaulieu dans le canton de Signy-le-Petit, tous dans le département des Ardennes. Ensuite, en Belgique, elle traverse les communes de Couvin et Nismes dans la province de Namur.
L'Eau Blanche coule en Belgique entièrement. Elle traverse en amont les communes de Momignies, Chimay dans la province de Hainaut pour gagner Mariembourg dans la province de Namur et confluer avec l'Eau Noire près de Dourbes pour former le Viroin.

## Hydrologie
L'étude des débits de 1971 à 1990 par l'Agence de l'Eau Rhin-Meuse a synthétisé les débits suivants sur cette période de 20 ans :
- À Treignes : 7,55 m3/s.
- Au confluent avec la Meuse : 8,05 m3/s.
- Débit d'étiage au confluent : 0,625 m3/s.

Le module du Viroin, au confluent de la Meuse vaut ainsi 8,05 m3/s pour un bassin versant de 593,4 km2 dont 558 en Belgique.

### Lame d'eau et débit spécifique
La lame d'eau écoulée dans le bassin est de 428 mm, ce qui est assez abondant et semblable à la moyenne des cours d'eau de la région appelée Entre-Sambre-et-Meuse. C'est nettement supérieur à la moyenne de la France, tous bassins confondus, ainsi qu'à la moyenne de la Belgique, mais légèrement inférieur à la moyenne du bassin français de la Meuse (450 mm à Chooz près de Givet). Le débit spécifique ou Qsp du Viroin se monte dès lors à 13,57 l/s et par km2 de bassin.